# Grégory Tafforeau
Grégory Tafforeau (ur. 29 września 1976 w Bois-Guillaume) – były francuski piłkarz grający  na pozycji obrońcy.

## Kariera Klubowa
Tafforeau zaczynał swoją piłkarską karierę w FC Rouen w sezonie 1994/95. Po jego zakończeniu został sprzedany do SM Caen, gdzie występował do 1998 roku w drużynach młodzieżowych. W latach 1998–2001 występował w pierwszym zespole SM Caen, reprezentując klub w 89 ligowych spotkaniach i strzelając 1 bramkę. Od 2001 roku bronił barw Lille OSC, dla którego w ligowych rozgrywkach zanotował 213 występów. W 2009 roku Francuz powrócił do Caen.
| Sezon   | Klub      | Kraj    | Rozgrywki  | Mecze | Bramki | Rozgrywki Europy                    | Mecze | Bramki |
| ------- | --------- | ------- | ---------- | ----- | ------ | ----------------------------------- | ----- | ------ |
| 1997/98 | SM Caen   | Francja | Division 2 | 0     | 0      | -                                   | -     | -      |
| 1998/99 | SM Caen   | Francja | Division 2 | 16    | 0      | -                                   | -     | -      |
| 1999/00 | SM Caen   | Francja | Division 2 | 35    | 1      | -                                   | -     | -      |
| 2000/01 | SM Caen   | Francja | Division 2 | 37    | 0      | -                                   | -     | -      |
| 2001/02 | Lille OSC | Francja | Division 1 | 25    | 1      | Liga Mistrzów UEFA Liga Europy UEFA | 4 2   | 1 0    |
| 2002/03 | Lille OSC | Francja | Ligue 1    | 32    | 0      | Liga Europy UEFA                    | 3     | 0      |
| 2003/04 | Lille OSC | Francja | Ligue 1    | 31    | 0      | -                                   | -     | -      |
| 2004/05 | Lille OSC | Francja | Ligue 1    | 25    | 0      | Liga Europy UEFA                    | 16    | 1      |
| 2005/06 | Lille OSC | Francja | Ligue 1    | 33    | 0      | Liga Mistrzów UEFA Liga Europy UEFA | 6 2   | 0 0    |
| 2006/07 | Lille OSC | Francja | Ligue 1    | 34    | 0      | Liga Mistrzów UEFA                  | 10    | 3      |
| 2007/08 | Lille OSC | Francja | Ligue 1    | 31    | 0      | -                                   | -     | -      |
| 2008/09 | Lille OSC | Francja | Ligue 1    | 16    | 0      | -                                   | -     | -      |
| 2009/10 | SM Caen   | Francja | Ligue 2    | 25    | 0      | -                                   | -     | -      |
| 2010/11 | SM Caen   | Francja | Ligue 1    | 16    | 0      | -                                   | -     | -      |
| 2011/12 | SM Caen   | Francja | Ligue 1    | 0     | 0      | -                                   | -     | -      |

Stan na: 1 czerwca 2012 r.